# Joanna Pyszny
Joanna Pyszny – polska filolog, prof. dr hab. nauk humanistycznych, profesor zwyczajny Instytutu Filologii Polskiej Wydziału Filologicznego Uniwersytetu Wrocławskiego.

## Życiorys
Obroniła pracę doktorską, 1 stycznia 1992 habilitowała się na podstawie pracy zatytułowanej Nie wszyscy byli odwróceni. Wizerunek Marka Hłaski w prasie PRL. 22 stycznia 2003 nadano jej tytuł profesora w zakresie nauk humanistycznych. Była zatrudniona na stanowisku profesora zwyczajnego w Instytucie Filologii Polskiej na Wydziale Filologicznym Uniwersytetu Wrocławskiego, oraz członka  Zespołu Kierunków Studiów Humanistycznych, Zespołu Nauk Humanistycznych i Teologicznych, Zespołu ds. Polityki Informacyjnej i Relacji z Otoczeniem Polskiej Komisji Akredytacyjnej.